# Risoluzione 497 del Consiglio di sicurezza delle Nazioni Unite
La risoluzione 497 del Consiglio di sicurezza delle Nazioni Unite, adottata unanimemente il 17 dicembre 1981, ha dichiarato che la legge d'Israele sulle alture del Golan, che ha dichiarato l'annessione delle alture del Golan al territorio di Israele, è da considerarsi "nulla e senza effetti legali internazionali", invitando Israele a revocarla.
Il Consiglio ha chiesto al Segretario generale delle Nazioni Unite di riferire entro due settimane sull'attuazione della risoluzione e, in caso di inosservanza da parte di Israele, il Consiglio si sarebbe riunito nuovamente, entro il 5 gennaio 1982, per discutere ulteriori azioni nell'ambito dello Statuto delle Nazioni Unite.